# Grzegorz (Czukow)
Grzegorz, imię świeckie Nikołaj Kiriłłowicz Czukow (ur. 20 stycznia?/1 lutego 1870 w Pietrozawodsku, zm. 5 listopada 1955 w Moskwie) – rosyjski biskup prawosławny, metropolita leningradzki w latach 1945–1955.

## Życiorys

### Wczesna działalność
Urodził się w rodzinie chłopskiej. W 1882, pod wpływem przybyłego do Pietrozawodska nowego biskupa pietrozawodskiego i karelskiego Pawła, został dzwonnikiem w jednej z parafii w mieście, co przesądziło o podjęciu przez niego później decyzji o wstąpieniu do stanu duchownego. W 1884 przerwał naukę w gimnazjum i wstąpił do seminarium duchownego w Ołońcu, które ukończył w 1889. Planował studia w jednej z rosyjskich akademii duchownych, jednak musiał z nich zrezygnować z powodu trudnej sytuacji finansowej rodziny. Otrzymał wówczas pracę w szkole duchownej w Pietrozawodsku. Planowane studia teologiczne rozpoczął w 1889, kończąc Petersburską Akademię Duchowną w 1895. W tym samym roku wrócił do Pietrozawodska jako inspektor szkół parafialnych w eparchii ołonieckiej.

### Biały duchowny
Dwa lata później został wyświęcony na kapłana (jako mężczyzna żonaty) i podjął pracę duszpasterską w soborze św. Aleksandra Newskiego w Pietrozawodsku. Za sprawą jego działalności jako inspektor szkół przyczynił się do wzrostu liczby ich uczniów oraz poprawy organizacji szkolnictwa. W 1911 został rektorem seminarium duchownego w Pietrozawodsku.
W 1918 wyjechał do Piotrogrodu. Sympatyzował z ideami ruchu Żywej Cerkwi, jednak nie zdecydował się na oficjalne wystąpienie z kanonicznego Rosyjskiego Kościoła Prawosławnego. W 1922 został uwięziony pod zarzutem czynnych protestów przeciwko konfiskacie majątku Rosyjskiego Kościoła Prawosławnego i skazany na śmierć przez rozstrzelanie. Ułaskawiony, spędził w więzieniu półtora roku. Po uwolnieniu organizował w Piotrogrodzie podziemne kursy teologiczne, wobec opanowania przez Żywą Cerkiew oficjalnych instytucji kształcenia teologicznego. W 1926 w ich ramach obronił pracę, na mocy której uzyskał tytuł magistra teologii. Kursy działały jeszcze przez dwa lata. Był także proboszczem soboru św. Mikołaja i Objawienia Pańskiego w Petersburgu.
Aresztowany w 1930 i uwolniony w roku następnym, w 1935 został zmuszony do wyjazdu z Leningradu do Saratowa. W mieście tym prawdopodobnie nie prowadził pracy duszpasterskiej, lecz porządkował swoje pisma i kazania. Do czynnej działalności w Cerkwi wrócił w październiku 1941.

### Biskup

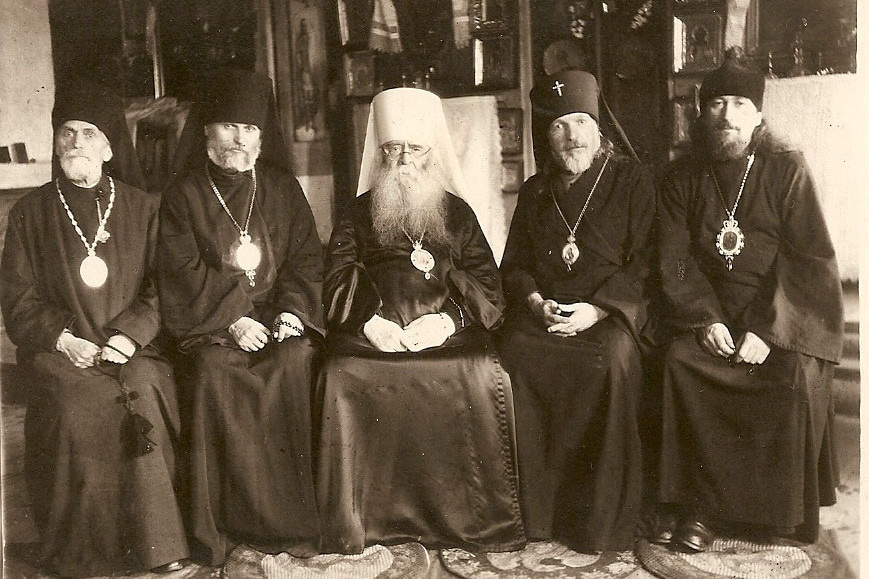
Grzegorz (Czukow) w dniu swojej chirotonii biskupiej ze swoimi konsekratorami. Siedzą od lewej Grzegorz (Czukow), arcybiskup ufijski Stefan, metropolita Sergiusz, arcybiskup kujbyszewski Aleksy, arcybiskup riazański Aleksy

13 października 1942 w Uljanowsku, gdzie przebywał locum tenens Patriarchatu Moskiewskiego metropolita Sergiusz, złożył wieczyste śluby mnisze z imieniem Grzegorz (jego żona zmarła, zaś wszystkie dzieci zginęły w czasie blokady Leningradu). 14 października tego samego roku został wyświęcony na biskupa saratowskiego. Od tego momentu zaliczał się do najbliższych współpracowników metropolity, a następnie patriarchy Sergiusza. Od 1942 był ponadto locum tenens eparchii stalingradzkiej, następnie również eparchii tambowskiej.
W 1944 przeniesiony na katedrę pskowską i porchowską, z równoczesnym objęciem tymczasowego zarządu nad eparchią leningradzką oraz eparchią ołoniecką. W czasie II wojny światowej mobilizował wiernych prawosławnych do wspierania wysiłku wojennego kraju. W 1944 udał się na zajęte przez Armię Czerwoną terytoria Litwy, Łotwy i Estonii, by ponownie ustanowić w nich eparchie podległe Patriarchatowi Moskiewskiemu (w dwudziestoleciu międzywojennym tamtejsze struktury prawosławne podlegały Patriarchatowi Konstantynopolitańskiemu bądź uzyskały od niego autokefalię).

#### Metropolita leningradzki
7 września 1945 otrzymał godność metropolity leningradzkiego i nowogrodzkiego, nadal zarządzając eparchią pskowską. W tym samym roku odbył podobną podróż do Finlandii, gdzie usiłował doprowadzić do powrotu Fińskiego Kościoła Prawosławnego w jurysdykcję Rosyjskiego Kościoła Prawosławnego. Rozmowy między biskupem Grzegorzem a arcybiskupem Karelii i całej Finlandii Hermanem zakończyły się jednak inaczej: uznaniem autonomicznego statusu Kościoła Fińskiego, nawiązaniem oficjalnych kontaktów z hierarchią fińską oraz powołaniem do życia patriarszych parafii w Finlandii, którymi do 1954 osobiście zarządzał. Przyczynił się również do normalizacji stosunków między Patriarchatem Konstantynopolitańskim i Bułgarskim Kościołem Prawosławnym. Był autorem projektu ponownej organizacji szkół teologicznych Rosyjskiego Kościoła Prawosławnego; otrzymał tytuł naukowy doktora teologii. W 1947 prowadził zakończone fiaskiem negocjacje między Patriarchatem Moskiewskim a Metropolią Amerykańską, dotyczące statusu kanonicznego tej ostatniej.
W 1949 Leningradzka Akademia Duchowna przyznała mu, w uznaniu całokształtu działalności w Cerkwi, tytuł doktora honoris causa w dziedzinie teologii.
Wielokrotnie reprezentował Patriarchat Moskiewski w czasie wizyt zagranicznych w innych autokefalicznych Kościołach prawosławnych. W 1954 zrezygnował z zarządu patriarszymi parafiami w Finlandii oraz eparchią pskowską. Zmarł rok później wskutek udaru mózgu. Pochowany na cmentarzu Ławry św. Aleksandra Newskiego w Leningradzie.
W 2005 metropolita petersburski Włodzimierz poinformował o zamiarach podjęcia działań na rzecz kanonizacji metropolity Grzegorza.